# St. Margarethen in der Reichenau

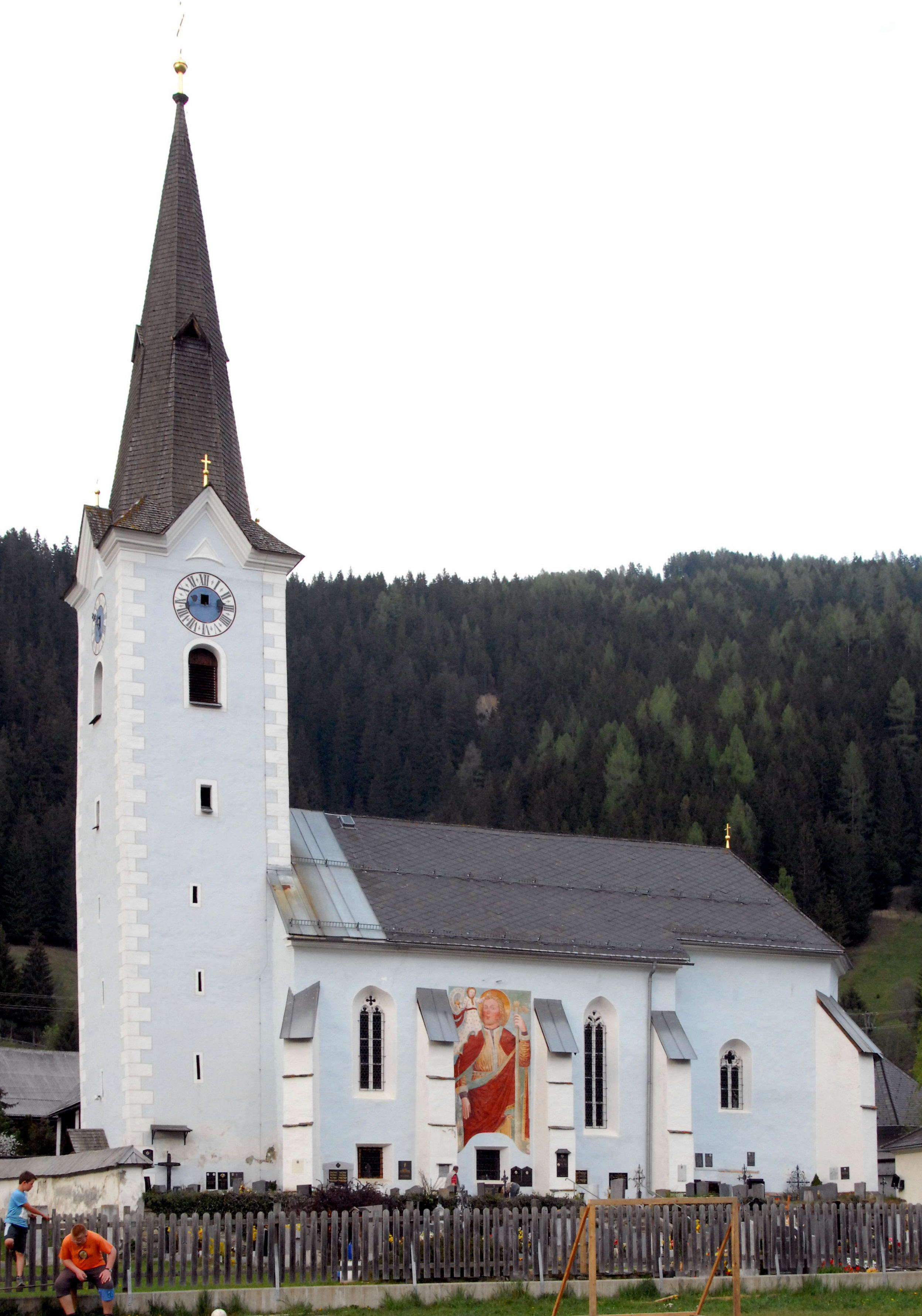

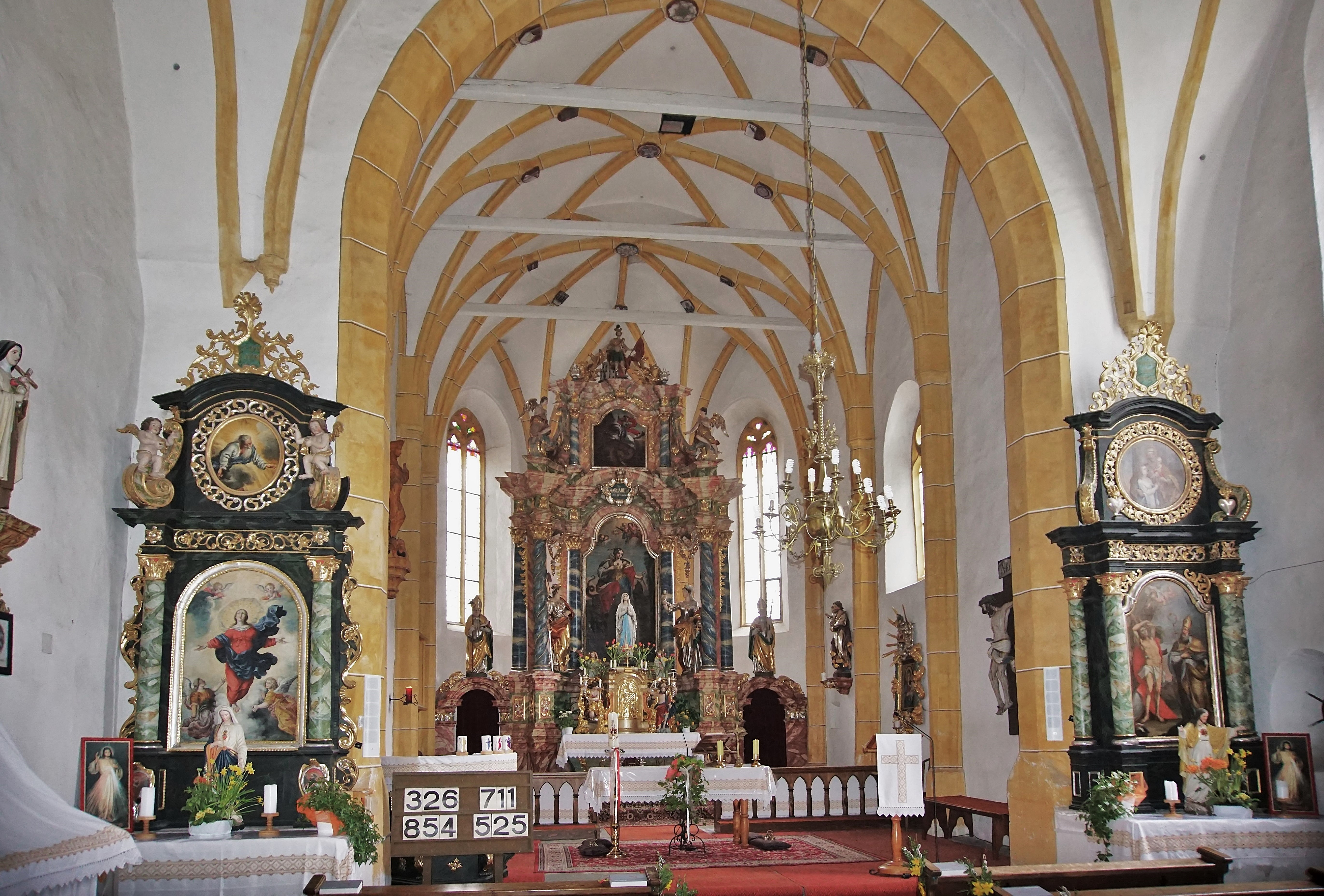
Innenansicht

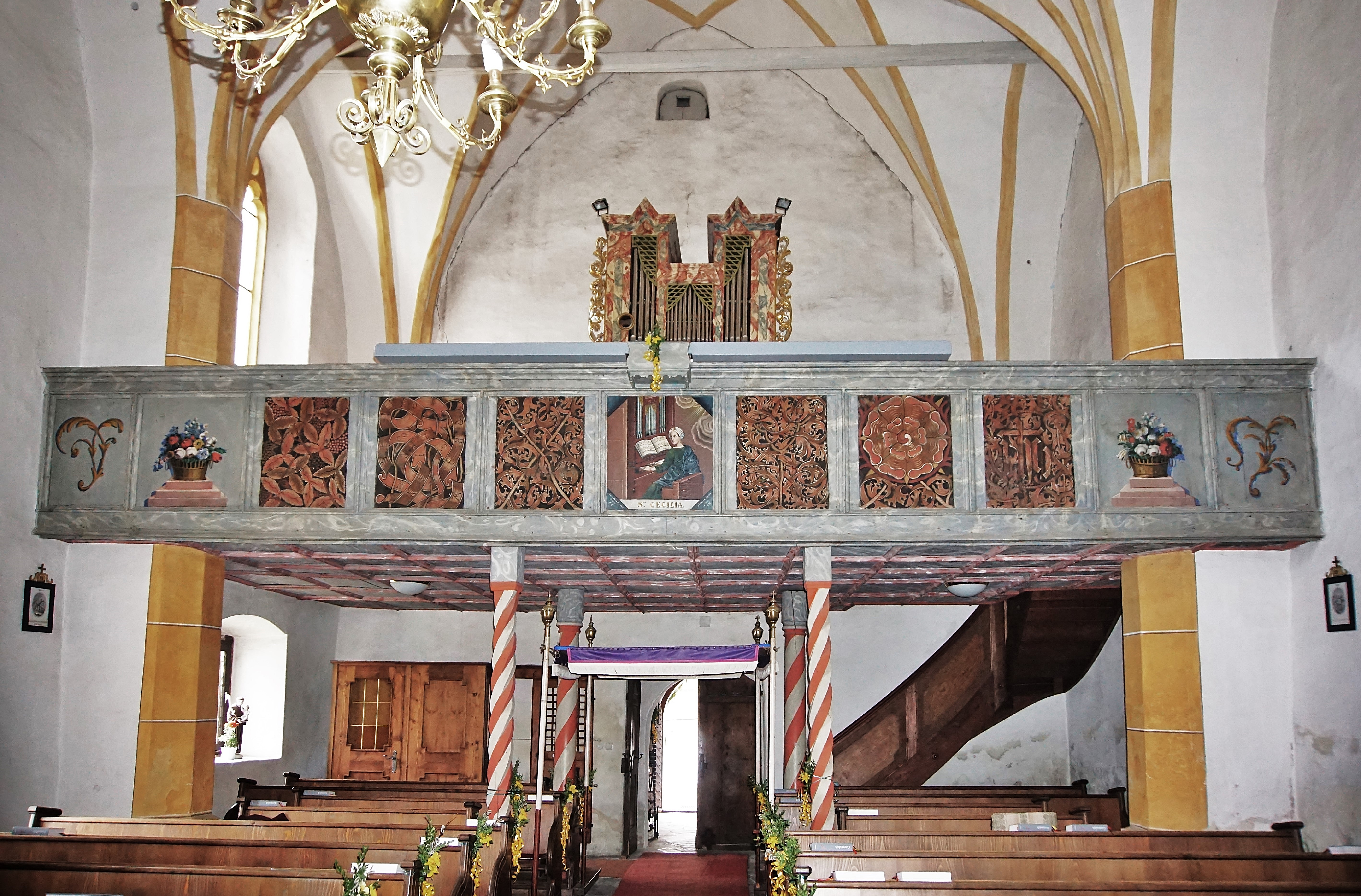
Blick zur Orgelempore

Die römisch-katholische Pfarrkirche St. Margarethen in der Reichenau in der Ortschaft Sankt Margarethen der Gemeinde Reichenau ist der heiligen Margaretha geweiht. Die Kirche wurde 1307 erstmals urkundlich erwähnte und 1433 als Pfarrkirche genannt. Für 1470 ist ein Besuch Kaiser Friedrichs III. in St. Margarethen bezeugt. Im 17. und 18. Jahrhundert war St. Margarethen nur noch eine Vikariatskirche von Tiffen. 1838 beschädigte ein Brand die Kirche.

## Baubeschreibung
Das Gotteshaus ist ein gotischer Bau vom Ende des 15. Jahrhunderts. Der quadratische Vorhallenturm mit Scharten und rundbogigen Schallöffnungen wurde im 19. Jahrhundert mit einem Spitzgiebelhelm versehen. Von der Vorhalle führt ein gotisches, spitzbogiges Portal in das Langhaus. Das Langhaus und der leicht eingezogene Chor werden von abgetreppten Strebepfeilern gestützt. Die Fenster weisen alternierende Maßwerksformen auf. Aus der Bauzeit ist nur ein originales Maßwerkfenster erhalten. Das Wandbild des heiligen Christophorus an der Langhaussüdseite entstand 1507. An der Nordseite der Kirche ist die Sakristei und eine anschließende hölzerne Vorhalle angebaut. An der Nordwand des Langhauses, innerhalb der hölzernen Vorhalle befinden sich Wandgemälde des Jüngsten Gerichts, der Kreuzigung sowie der Heiligen Katharina, Barbara, Gothard und Blasius. Sie sind teilweise übertüncht.
Im Langhaus ruht ein Tonnengewölbe mit Netzgraten auf polygonalen Pfeilern. Das Gewölbe des Langhauses wurde Ende des 15. Jahrhunderts mit Heiligen auf Konsolen bemalt. Die gotische Orgelempore von 1518 steht auf vier Holzsäulen. An der Emporenbrüstung sind sechs gotische Ornamentfelder mit Bandverschlingungen und Rankenwerk erhalten. Drei Felder mit einer figürlichen Darstellung der heiligen Cäcilia und einem Stillleben entstanden vor 1856.
Der spitzbogige Triumphbogen ist mit 1492 bezeichnet. Über dem drei Stufen höher gelegenen, zweijochigen Chor mit Dreiachtelschluss erhebt sich ein gotisches Netzrippengewölbe. Ein gotisches Spitzbogenportal führt in die Sakristei, die ein Tonnengewölbe mit Stichkappen aufweist. Im Chor befindet sich ein Sakramentsnische mit einem originalen schmiedeeisernen Gitter.

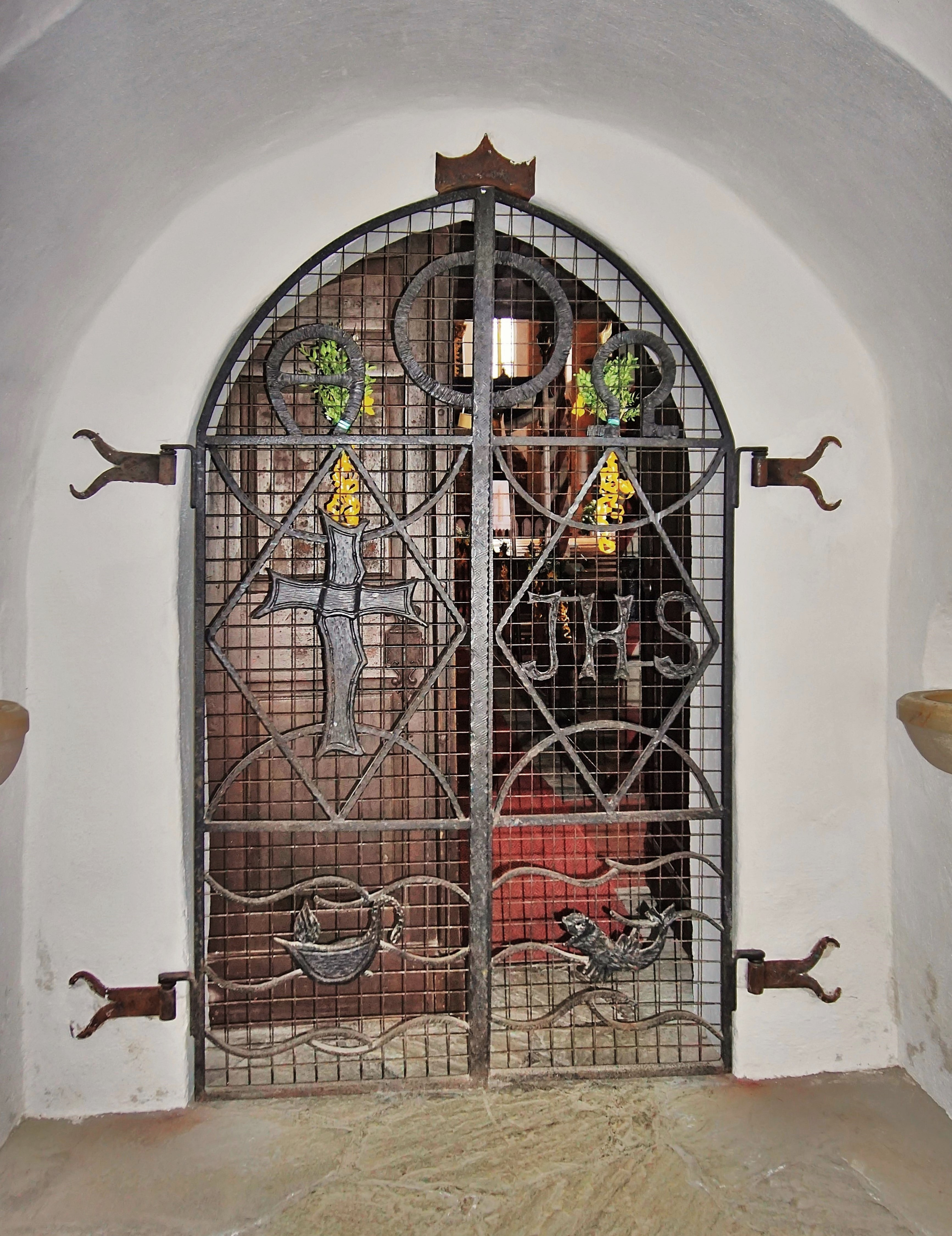
Portal zwischen Vorhalle und Langhaus
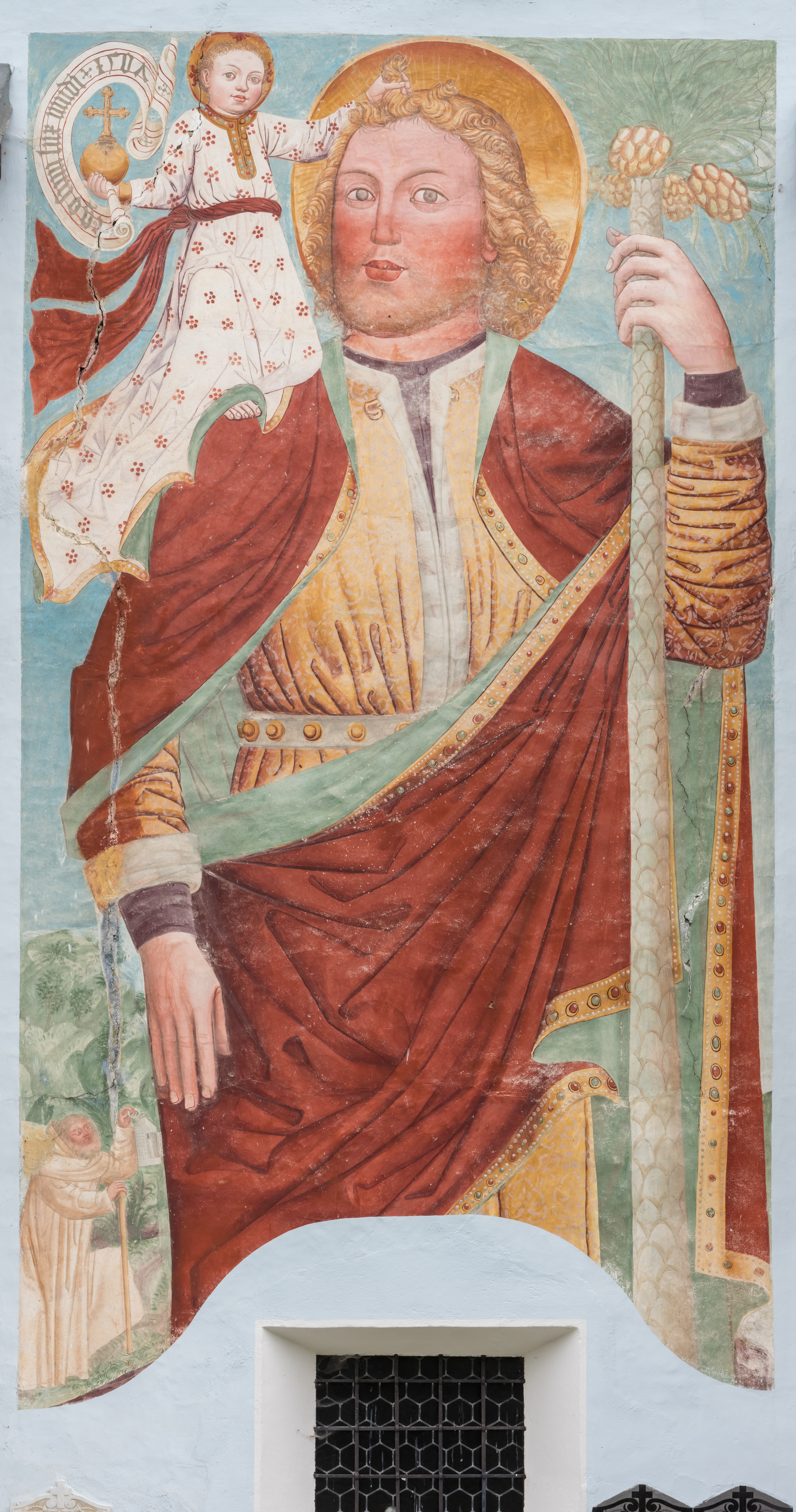
Hl. Christophorus
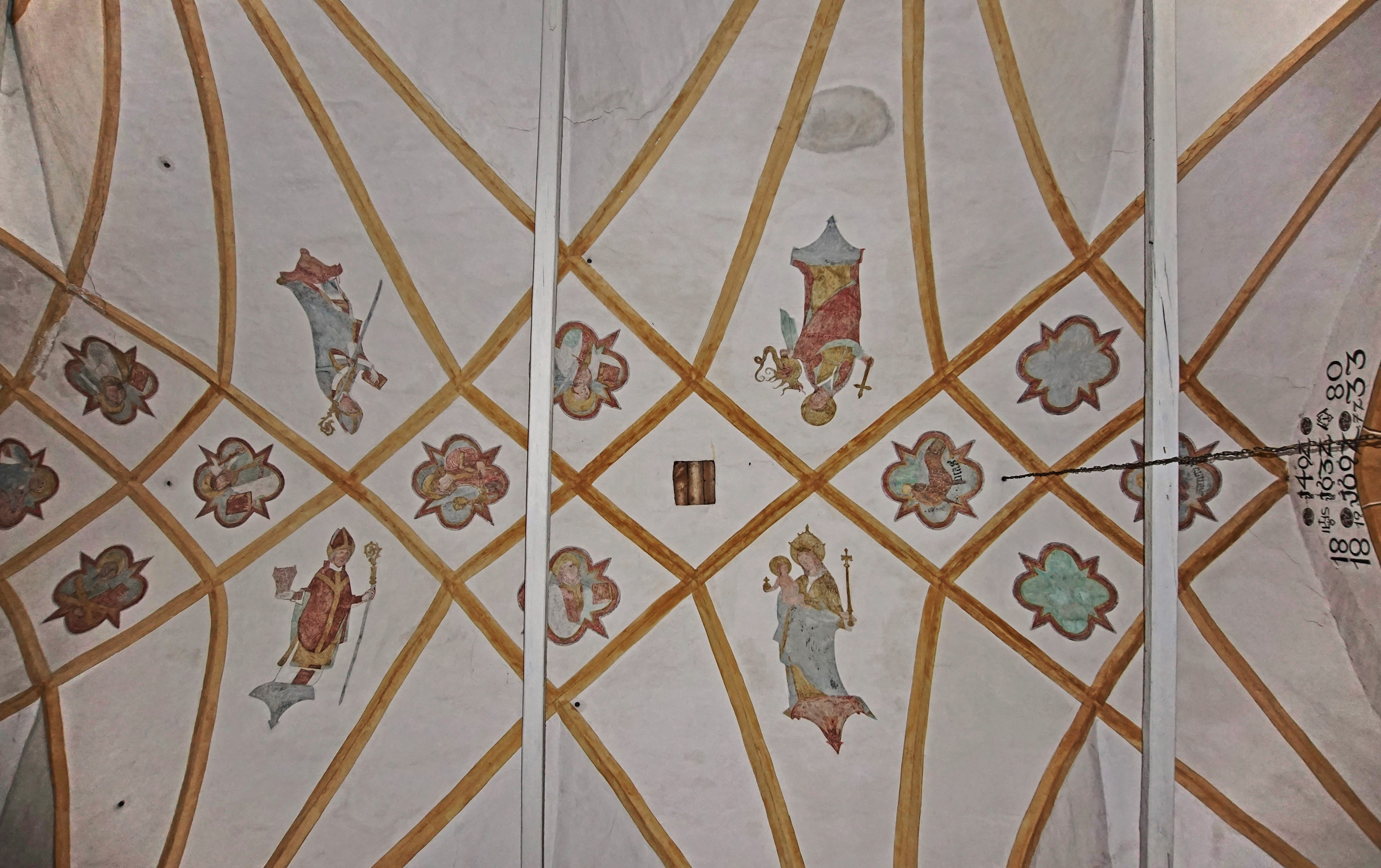
Bemaltes Netzgratgewölbe im Langhaus, links ist der hl. Rupert zu erkennen rechts eine Madonna mit Kind

## Einrichtung

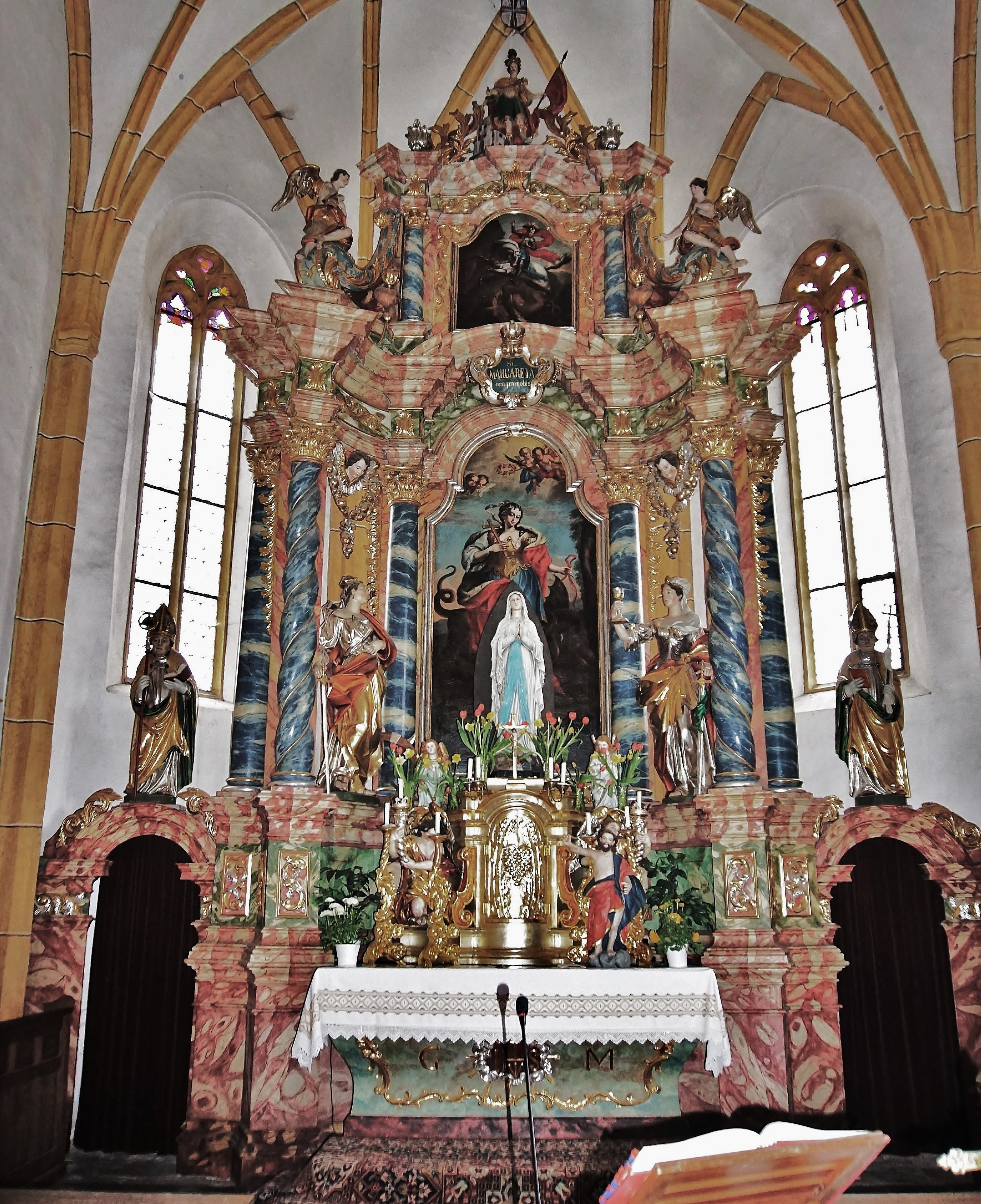
Der Hochaltar

Der Hochaltar aus dem zweiten Viertel des 18. Jahrhunderts mit seitlich vorschwingendem, von sechs Säulen getragenem Gebälk füllt den Chor in Höhe und Breite aus. Das Altarblatt mit der Kirchenheiligen wird von den Statuen der elegant gekleideten Heiligen Katharina und Barbara flankiert. Über den Opfergangsportalen stehen die Figuren zweier heiliger Bischöfe aus dem ersten Viertel des 15. Jahrhunderts. Das Aufsatzbild zeigt den heiligen Georg. Als Bekrönung des Altars dient eine Statuette des heiligen Florian.
Die beiden Seitenaltäre stammen aus dem dritten Viertel des 17. Jahrhunderts. Das Altarblatt des linken Altars zeigt die Himmelfahrt Mariens, das Aufsatztondo Gottvater. Am rechten Mittelbild sind die Heiligen Sebastian und Nikolaus dargestellt, im Aufsatztondo Anna selbdritt. Der Korb der Kanzel aus dem ersten Viertel des 18. Jahrhunderts dient heute als Ambo.
An der Nordwand des Chores ist eine ungefasste Holzstatue der hl. Margarethe (20. Jahrhundert) angebracht.
Hinter dem Hochaltar ist ein Grabstein mit einer römerzeitlichen Grabinschrift für C. Cassius Maximus und Messia Belatussa eingemauert. Im Fußboden des Langhauses liegt der gotische Grabstein der Dorothee, Witwe des Jacob Freiberger, aus dem Jahre 1466.
Ein der Kirche gehörendes Bild einer Madonna mit prunkvollem Akanthusrahmen von 1696 ist in Verwahrung. Ein Vesperbild aus der zweiten Hälfte des 15. Jahrhunderts wurde vor einigen Jahren gestohlen.

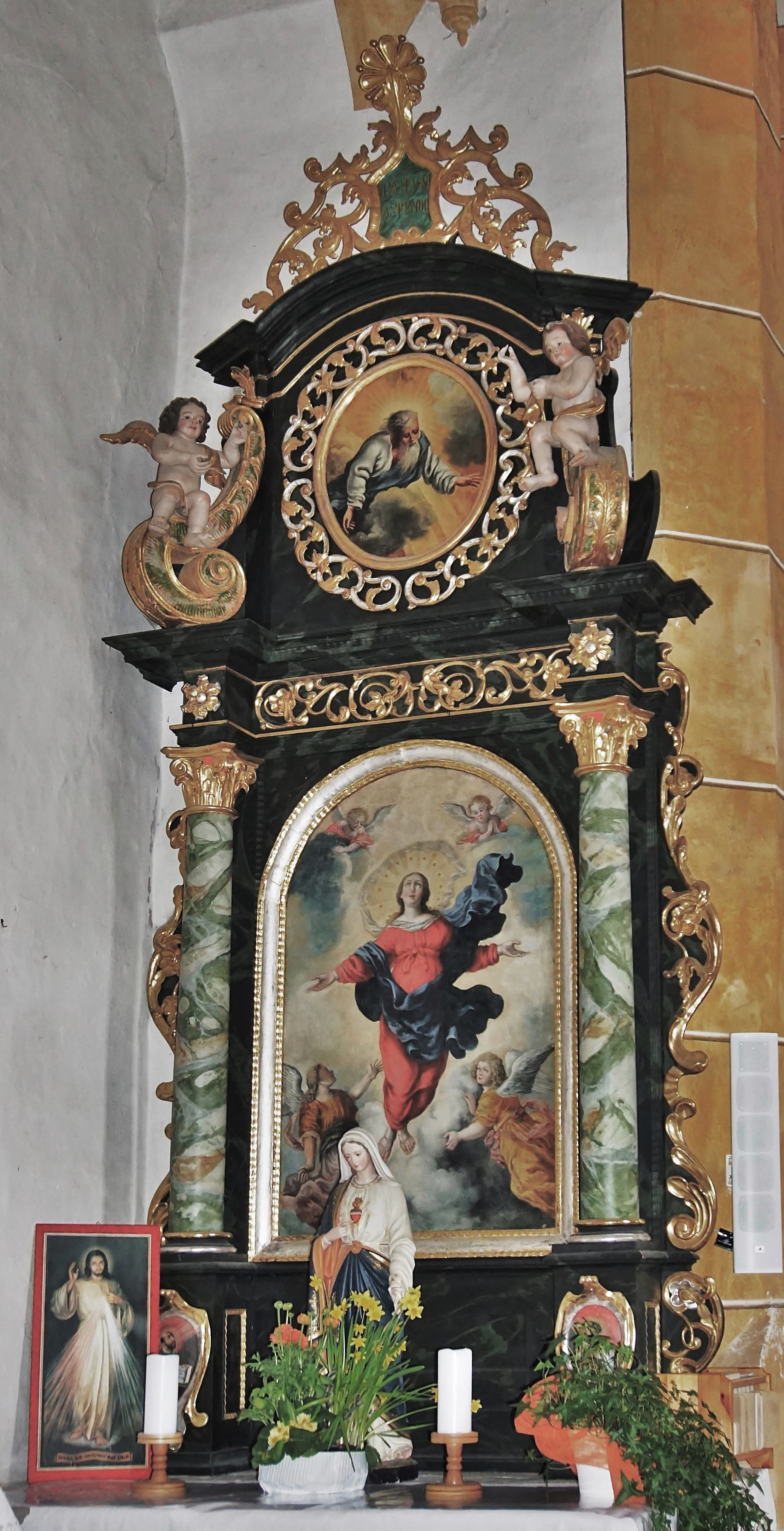
Der linke Seitenaltar
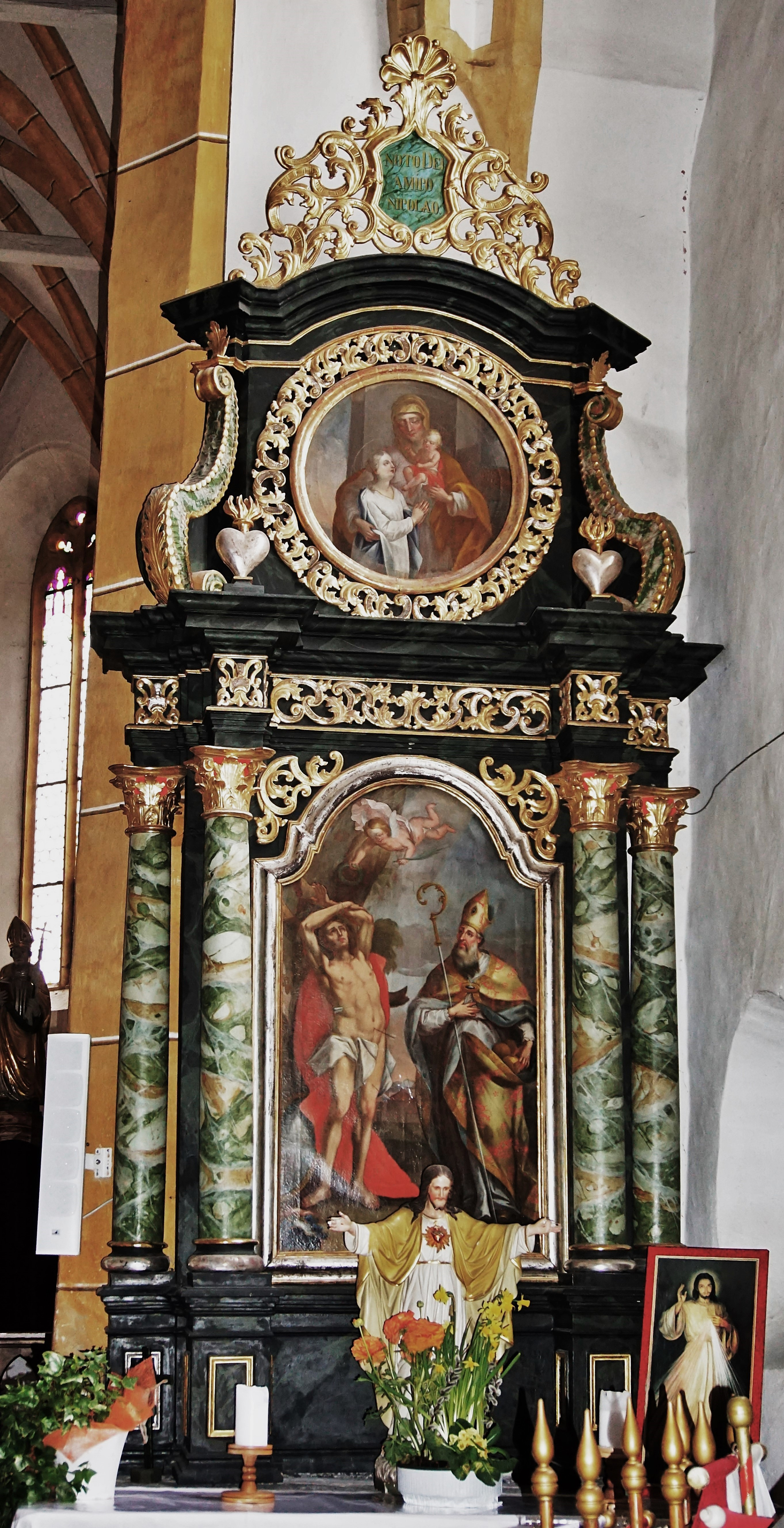
Der rechte Seitenaltar
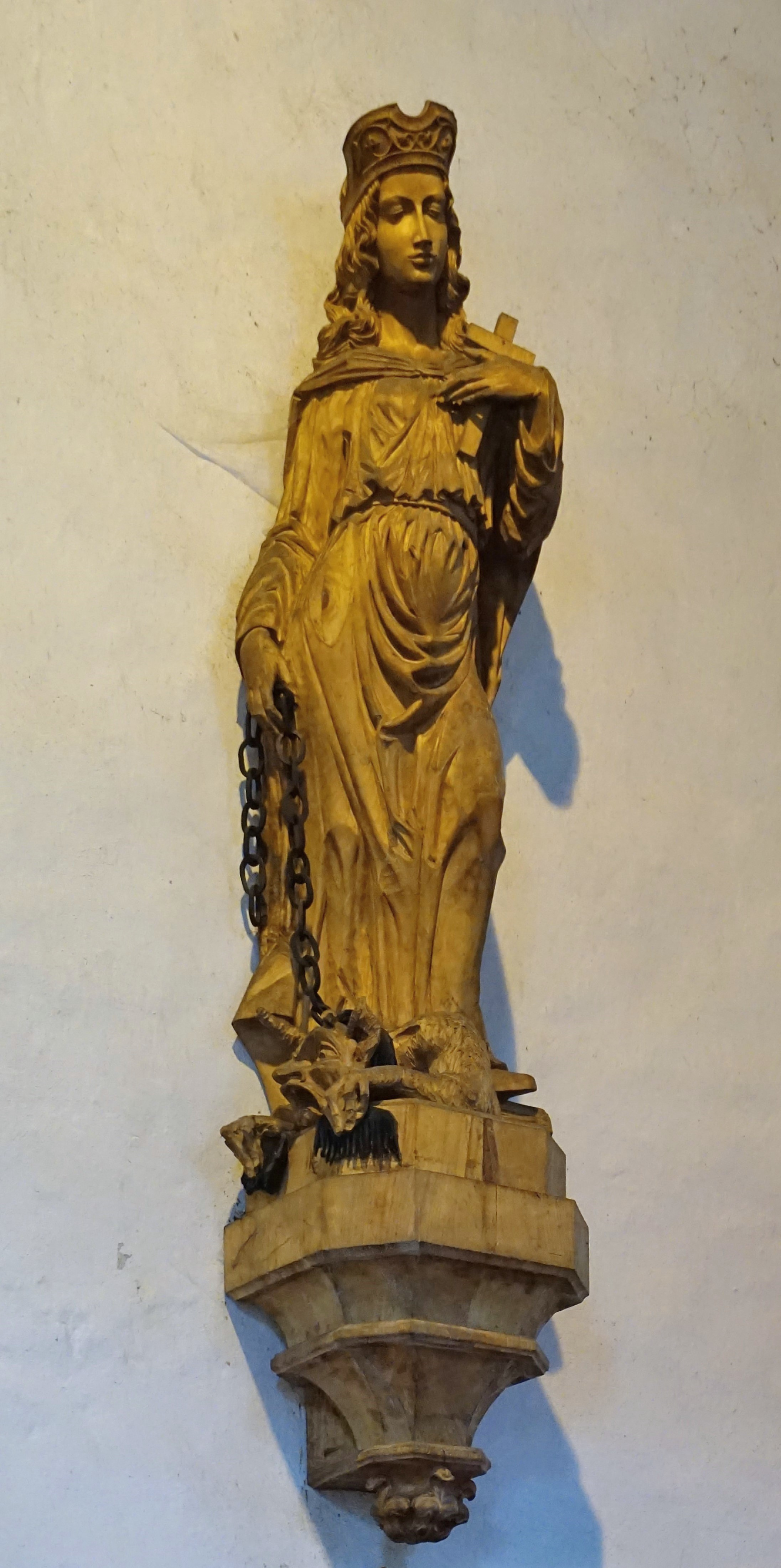
Statue der hl. Margarethe